# ما هرگز پاریس را نخواهیم داشت
ما هرگز پاریس را نخواهیم داشت (به انگلیسی: We'll Never Have Paris)، یک فیلم آمریکایی در ژانر کمدی رمانتیک به کارگردانی مشترک سایمون هلبرگ و جاسلین تاون است که در سال ۲۰۱۴ منتشر شد. هلبرگ علاوه بر کارگردانی، نویسنده فیلم‌نامه نیز است و نقش اول فیلم را نیز خودش برعهده دارد. ملانی لینسکی، مگی گریس، زکری کینتو، آلفرد مولینا، جیسون ریتر و جودیت لایت دیگر ستارگان فیلم هستند.
ما هرگز پاریس را نخواهیم داشت نخستین بار در تاریخ ۱۰ مارس ۲۰۱۴ در فستیوال جنوب از جنوب غربی به روی پرده رفت و سپس اکران محدود خود را از تاریخ ۲۲ ژانویه ۲۰۱۵ آغاز کرد. فیلم با واکنش متوسطی از سوی منتقدان مواجه شد.
نام فیلم اشاره به دیالوگی مشهور در فیلم کلاسیک کازابلانکا دارد.

## بازیگران
- سایمون هلبرگ
- ملانی لینسکی
- مگی گریس
- زکری کینتو
- آلفرد مولینا
- جیسون ریتر
- جودیت لایت
- مردیت هاگنر